# Internationaler Mönchengladbacher Militärwettkampf
Der Internationale Mönchengladbacher Militärwettkampf (IMM) (auch „NATO-Cup“) ist ein militärischer Vielseitigkeits- und Sportwettkampf, der seit November 1984 unter Teams verschiedener Nationen ausgetragen wird. Es beteiligen sich aktive und Reserve-Soldaten, Polizisten und Feuerwehrleute sowie Angehörige des Technischen Hilfswerks und von Rettungsdiensten. Der IMM wird heute vom Landeskommando Nordrhein-Westfalen der Bundeswehr und vom Verband der Reservisten der Bundeswehr, Kreisgruppe Niederrhein, ausgerichtet. In Deutschland gibt es keinen vergleichbaren internationalen Militärwettkampf, der bereits seit so vielen Jahren in dieser Regelmäßigkeit stattfindet und eine so hohe Bedeutung erreicht.

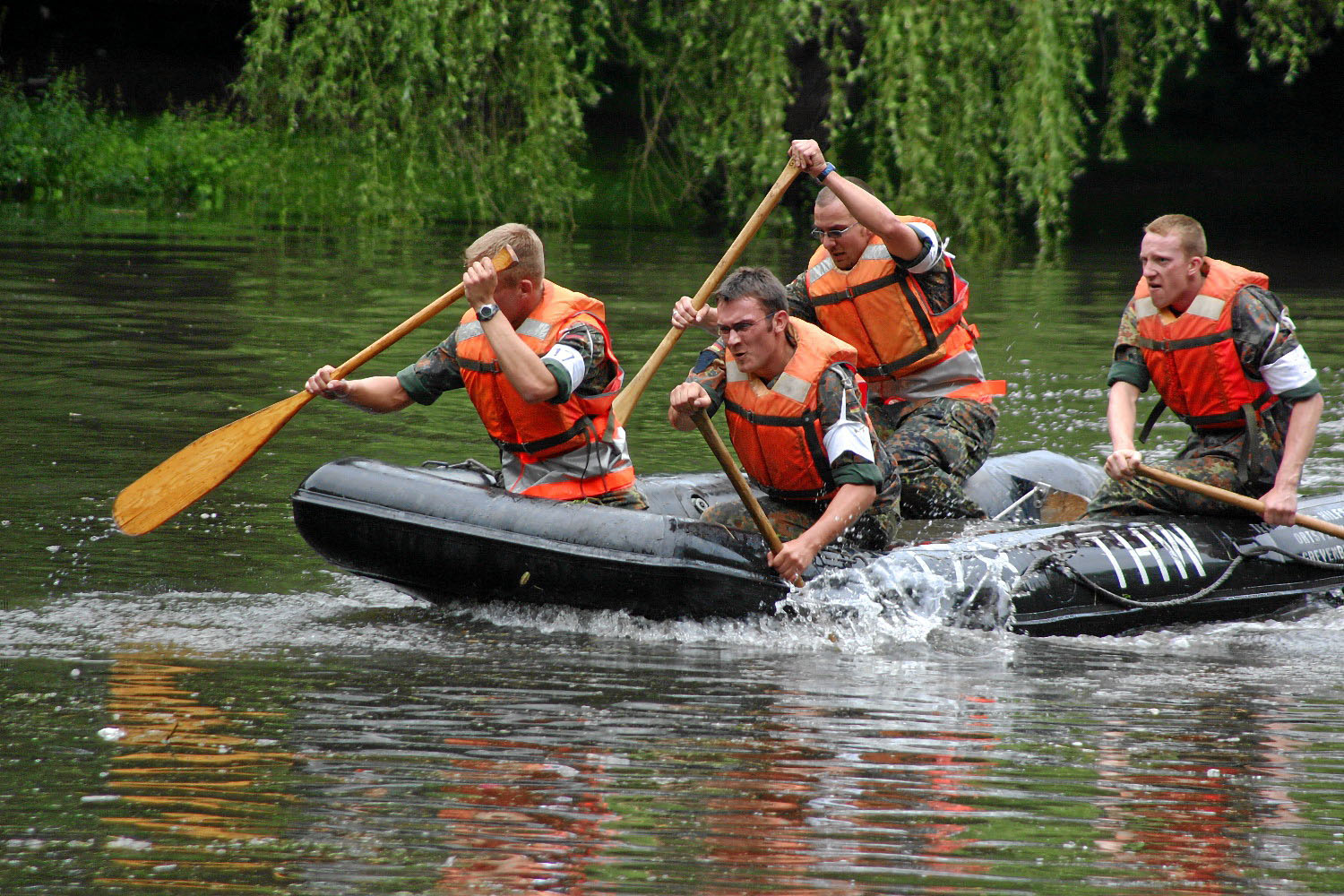
Internationaler Mönchengladbacher Militärwettkampf

Die Veranstaltung wird auf höchster politischer Ebene unterstützt, zum Beispiel durch Grußworte des NATO-Generalsekretärs und des Bundesverteidigungsministers, die dem IMM internationale Geltung zusprechen. Der Erste Preis des Wettkampfs wird traditionell vom Bundesverteidigungsminister ausgelobt.
Der IMM gilt als anspruchsvoll. Die Aufgabenpalette reicht von Erste-Hilfe-Tests über Schießübungen und Orientierungsläufe bis hin zum Überwinden einer Hindernisbahn und Sachkundeübungen.
Zu den wichtigen IMM-Partnern gehören neben dem Technischen Hilfswerk (THW) die Mönchengladbacher Feuerwehr sowie das Deutsche Rote Kreuz und die Johanniter Unfall Hilfe.

## Geschichte
Der IMM entstand als Idee und auf Initiative von einigen freiwilligen Mönchengladbacher Bundeswehr-Reservisten unter Leitung des heutigen Oberst d.R. Helmut Michelis. Am ersten IMM, zu dem zehn bis 15 Mannschaften erwartet wurden, nahmen bereits 32 Trupps aus sechs Nationen teil.
Erster Höhepunkt der Veranstaltungsreihe war der 10. IMM im Jahr 1993 mit gestarteten 79 Mannschaften aus zwölf Nationen und einem Öffentlichkeitstag der Streitkräfte am Mönchengladbacher Flugplatz mit 12.000 Zuschauern. Der bewegendste Moment der IMM-Geschichte war im September 1990 der Besuch der letzten Delegation in der Geschichte der Nationalen Volksarmee der DDR.
Zur Feier des 20. IMM verzichteten die Veranstalter im Frühjahr 2003 mit Blick auf den Irakkrieg auf ein zunächst geplantes Volksfest.
Das Jubiläum zum 25. IMM fand am 14. Juni 2008 gemeinsam mit dem 25. NATO-Musikfest und einem Öffentlichkeitstag aller Behörden mit Sicherheitsaufgaben rund um den Borussia-Park in Mönchengladbach statt. Den Siegerpokal „IMM-Iron Fighter“ für die beste Mannschaft auf einem Hindernisparcours im Stadion überreichte vor 18.000 Zuschauern der Befehlshaber des Joint Force Command der NATO, General Egon Ramms. Zum Schlussbild mit Feuerwerk traten IMM-Wettkämpfer und Organisatoren gemeinsam mit den Militärkapellen aus sechs Nationen auf dem Rasen an.
Der 27. Wettkampf am 19. Juni 2010 war abermals mit dem NATO-Musikfest und einem „Blaulichttag“ der Hilfsorganisationen auf dem Messegelände verknüpft. 2012 waren zehn Nationen gleichzeitig am Start; auch Soldaten aus Luxemburg und Slowenien kamen diesmal erstmals an den Niederrhein. Zum 30-jährigen Bestehen zogen die Organisatoren folgende Bilanz: exakt 5544 gestartete Wettkämpfer, 1386 Teams, 20 teilnehmende Nationen und, inklusive Organisatoren, zivile Helfer, Gäste und Zuschauer, weit mehr als 55.000 Menschen, die über die drei Jahrzehnte mit dem IMM verbunden waren. Etliche Verteidigungsminister, NATO-Generalsekretäre und NATO-Oberbefehlshaber schrieben Grußworte und spendierten Pokale und Siegerteller. Verteidigungsministerin Annegret Kramp-Karrenbauer hat im Dezember 2019 die Schirmherrschaft über den IMM übernommen.
Der 37. Wettkampf fand am Samstag, 6. Juni 2020, rund um das Renaissance-Schloss Rheydt in Mönchengladbach statt.
Der 39. Wettkampf findet am Samstag, 30. September 2023 unter der Schirmherrschaft des Bundesverteidigungsministers Boris Pistorius und des Oberbürgermeister der Stadt Mönchengladbach, Felix Heinrichs, am Schloss Rheydt statt.